# لنی هیتون
لنی هیتون (انگلیسی: Lennie Hayton؛ ۱۴ فوریهٔ ۱۹۰۸ – ۲۴ آوریل ۱۹۷۱) یک آهنگساز اهل ایالات متحده آمریکا بود.

## جوایز
وی برنده جوایزی همچون جایزه اسکار بهترین موسیقی فیلم شده است.